# Черницыно (Москва)
Черницыно (Черницино) — бывшая деревня в России, вошедшая в состав Москвы в 1960 году. Находилась на территории современного района Гольяново.

## История
Деревня Елизарова-Черницына впервые упоминается в описаниях XVI века как принадлежавшая Алексеевскому монастырю.
К 1646 году Черницыно, в котором насчитывалось семь крестьянских дворов, оказалось приписано к государеву селу Покровскому. После возникновения дворцового приселка Гольянова Черницыно вошло в приход церкви Зосимы и Савватия в Гольяново.
В XVIII веке Черницыно входило в ведомство Главной дворцовой канцелярии, а в XIX веке — Ведомство государственных имуществ. В конце XVIII века деревня превратилась в пустошь, которой при Павле I владел митрополит Платон, которому принадлежали Черкизово и Колошино.
При Александре I деревня была заселена и ею владела жена статского советника Наталья Григорьевна Зайцева. Так появилось второе название поселения — «Натальин высёлок». В 1811 году в деревне насчитывалось 5 дворов с 14 жителями.
Среди жителей деревни в XIX веке было много старообрядцев, в 1840-х годах здесь действовала старообрядческая община во главе с Дмитрием Андреевым, купцом и предпринимателем.
В 1812 году Черницыно было разграблено французами. В 1857 году в деревне насчитывалось семь дворов, в которых проживали 53 человека. Почти всё население было грамотным и умело читать и писать. К концу XIX века крестьяне полностью выплатили деньги за свои земли.
В 1860-х годах в деревне действовала бумаготкацкая фабрика, а в 1880-х годах функционировали два небольших предприятия, выпускающих тканевые одеяла, их владельцами были богатые крестьяне Василий и Николай Тюняевы.
В 1920-х годах Черницыно входило в Разинскую волость, население составляли 128 человек.
Деревня вошла в состав Москвы в 1960 году и стала районом массовой жилищной застройки.

## Память
Память о деревне сохранилась в названии Черницынского проезда, а также по названию автобусной остановки «Черницыно».